# 更埴市
更埴市（こうしょくし）は、かつて長野県の北部に置かれていた市。
1959年（昭和34年）に更級郡稲荷山町と八幡村、埴科郡埴生町と屋代町との合併により成立、市制が施行され、「更級」と「埴科」のそれぞれの頭文字から「更埴」と名付けられた。
市の南東部、森地区は「あんずの里」として知られる。
2003年（平成15年）9月1日に更級郡上山田町、埴科郡戸倉町と合併し、千曲市となったため廃止された。

## 地理
- 河川：千曲川

### 隣接していた自治体
- 長野市
- 更級郡：大岡村
- 埴科郡：戸倉町、坂城町
- 小県郡：真田町
- 東筑摩郡：麻績村

## 歴史
- 1959年（昭和34年）6月1日 - 埴科郡屋代町・埴生町・更級郡稲荷山町・八幡村が合併して更埴市が発足。
- 2003年（平成15年）9月1日 - 更級郡上山田町・埴科郡戸倉町と合併して千曲市が発足。同日更埴市廃止。

## 歴代市長
- 初代 - 北村匡登 1959年7月11日 - 1963年7月10日
- 2代 - 若林忠一 1963年7月11日 - 1967年7月10日
- 3代 - 坂口登 1967年7月11日 - 1970年3月12日
- 4代 - 唐木田稲治郎 1970年3月29日 - 1978年3月28日
- 5代 - 稲玉貞雄 1979年3月28日 - 1989年2月25日
- 6代 - 宮坂博敏 1989年2月26日 - 2003年8月31日

## 産業

### 更埴市に本社機能を置く主な企業
- アストロ電気
- エムケー精工
- 丸善食品工業
- 長野電子
- フレックスジャパン

### 更埴市に主力工場を置く主な企業
- 日本デルモンテ 長野工場

## 交通

### 鉄道
- 東日本旅客鉄道
  - 篠ノ井線：姨捨駅
- しなの鉄道
  - しなの鉄道線：屋代駅 - 屋代高校前駅
- 長野電鉄
  - 屋代線：屋代駅 - 東屋代駅 - 雨宮駅

### 道路

#### 高速道路
- 長野自動車道
  - 姨捨SA - 更埴IC - 更埴JCT
- 上信越自動車道
  - 更埴JCT

#### 一般国道
- 国道18号
- 国道403号

## 名誉市民
- 杏里（1983年から）

## 行事・娯楽施設
- 更埴どんしゃんまつり
- 埴生映画館[注 1]

## 著名な出身者
- アブドーラ小林（プロレスラー）
- 柿崎順一（芸術家・美術家・フラワーアーティスト）
- 北川原温（建築家・東京芸術大学教授）
- 北村晴男（参議院議員・弁護士・タレント）
- 熊木杏里（シンガーソングライター）
- 倉石忠雄（法務大臣）
- 近藤日出造（漫画家）
- 越ちひろ（芸術家・美術家・画家）
- 滝沢健児（建築家）
- 滝沢伸介（ファッションデザイナー・ネイバーフッド）
- Toshiya（ミュージシャン）
- 聖澤諒（プロ野球選手・東北楽天ゴールデンイーグルス、外野手）
- 依田巽（実業家・エイベックス創業者・元日本レコード協会会長・ドリーミュージック創業者）
- 菅谷昭（松本市長）